# Rïnat Jwmatov
Rïnat Jenïsbaýulı Jwmatov (in kazako Ринат Женисбайұлы Жуматов?; 13 ottobre 1997) è un calciatore kazako, centrocampista dell'Atyrau.

## Carriera

### Club
Cresciuto nell'Atyrau, con questo club ha esordito nella massima serie kazaka nel 2018.

### Nazionale
Il 23 marzo 2018 ha esordito con la nazionale Under-21 giocando la gara contro i pari età della Francia valida per le Qualificazioni al campionato europeo di calcio Under-21 2019.